# Ударение (церковнославянский язык)
В церковнославянском языке ударение фигурирует в качестве одного из основных надстрочных знаков (наряду со знаками паерок, придыхание, титло).

## Классификация
Различают три знака ударения: острое, тяжёлое и облечённое.
В некоторых учебных пособиях острое ударение обозначают как аку́т (от лат. acutus), окси́я (от др.-греч. ὀξία); тяжёлое ударение обозначают как вария. А облечённое как камора.

## Использование знака
В церковнославянском языке ударение ставится во всех словах за исключением союзов, частиц, большинства предлогов, некоторых форм местоимений (ми, ти, си и др.).

### Острое ударение

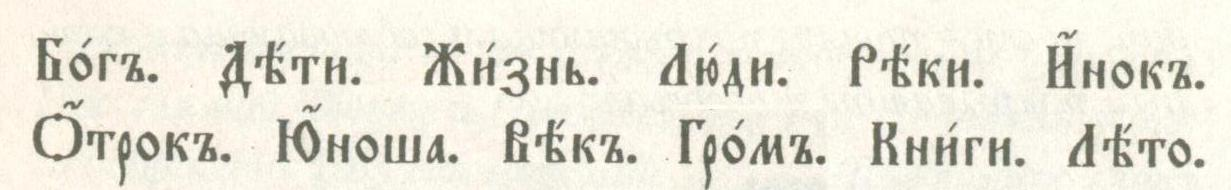
Слова с острым ударением

Острое ударение ставится при отсутствии особых условий (то есть в тех случаях, когда не должно стоять тупое или облечённое). Чаще всего над ударной гласной в середине и начале слова.

### Тяжёлое ударение
Тяжёлое ударение ставится при положении ударной гласной в конце слова. Если за словом с конечной ударной гласной следует какое-либо безударное слово, образующее с предыдущим фонетическое единство, тогда ставится острое ударение. Дело в том, что теперь последняя ударная гласная расположена не в конце, а в середине единого фонетического слова.

### Облечённое ударение
Облечённое ударение ставится в формах существительных, прилагательных и некоторых местоимений для отличия форм множественного и двойственного числа от форм единственного числа.